# Петербургские Кораны
Петербургские Кораны — издания Священного Писания мусульман, осуществлённые в правление Екатерины II.
Указом Екатерины II в 1787 году в типографии Академии Наук в Санкт-Петербурге впервые в России был напечатан полный текст Корана на арабском языке.
«В 1787 г. по указу Екатерины II был издан подлинный текст Корана. Это роскошное издание предназначалось для подношения знатным европейским особам и с 1787 по 1798 г. было повторено шесть раз. 21 декабря 1797 г. Павел I распорядился рассылать "напечатанный на арабском языке Алкоран для продажи в те губернии, где населены народы магометанского исповедания"».
Коран был напечатан специально отлитым для этого шрифтом, который превосходил все арабские шрифты, существовавшие тогда в типографиях Европы. Текст к печати был подготовлен муллой Усманом Ибрахимом. В результате это издание Корана стало шедевром книгоиздательского дела и образцом для подражания в будущем.